# Стара Диклениця
45°58′ пн. ш. 16°52′ сх. д. / 45.96° пн. ш. 16.87° сх. д.
Стара Диклениця (хорв. Stara Diklenica) — населений пункт у Хорватії, в Б'єловарсько-Білогорській жупанії у складі громади Капела.

## Населення
Населення за даними перепису 2011 року становило 56 осіб.
Динаміка чисельності населення поселення: